# پیزرماده
پیزرماده (به هلندی: Peizermade) یک منطقهٔ مسکونی در هلند است که در نوردن‌فلد واقع شده‌است. پیزرماده ۱۱۰ نفر جمعیت دارد.